# Nodulus (geslacht)
Nodulus is een geslacht van weekdieren uit de klasse van de Gastropoda (slakken).

## Soorten
- Nodulus contortus (Jeffreys, 1856)
- Nodulus spiralis van der Linden, 1986